# 外伝ベルサイユのばら
『外伝ベルサイユのばら』（がいでんベルサイユのばら）は、宝塚歌劇団のミュージカル作品。

## 概要
池田理代子が原作・外伝原案を担当し、植田紳爾が脚本・演出を担当した。主要な脇役にスポットを当てつつ、原作物語終了後（フランス革命以後）の世界も描く。従来の舞台には無い新場面・従来の漫画設定を無視した部分も多数あり、ほぼ新しい内容である。
2008年に全国ツアーにて「外伝三部作」として、ジェローデル編・アラン編・ベルナール編が相次いで上演された。翌2009年、中日劇場で外伝アンドレ編が上演された後、本公演で再演されることとなった。

## 上演記録
2008年 雪組（ジェローデル編）
全国ツアー：5月17日〜6月15日
併演は、ショーファンタジー「ミロワール」
公演場所
- 大阪
- 松山
- 福岡
- 長崎
- 北九州
- 広島
- 石央
- 浜松
- 川口
- 市川
- 札幌
- 相模大野

2008年 花組（アラン編）
全国ツアー：9月20日〜10月17日
併演は、グランド・レビュー「エンター・ザ・レビュー」
公演場所
- 9月20日・21日　梅田芸術劇場・メインホール
- 9月23日　大宮ソニックシティ（埼玉県）
- 9月24日　伊勢崎市文化会館（群馬県）
- 9月26日　福島県文化センター
- 9月27日・28日　イズミティ21（宮城県仙台市）
- 9月30日　北上・さくらホール（岩手県北上市）
- 10月2日　ふるさと交流圏民センター・オルテンシア（青森県五所川原市）
- 10月4日・5日　秋田市文化会館（秋田県）
- 10月7日　新潟県民会館
- 10月9日　茅ヶ崎市民文化会館（神奈川県）
- 10月11日　府中の森芸術劇場（東京都）
- 10月12・13日　市川市文化会館（千葉県）
- 10月15日　半田市福祉文化会館（愛知県）
- 10月16日　四日市市文化会館（三重県）
- 10月17日　三重県文化会館

2008年 星組（ベルナール編）
全国ツアー：11月8日〜12月7日
併演は、ロマンチック・レビュー「ネオ・ダンディズム III」
内容および一部の配役が、同年上演された「スカーレット・ピンパーネル」（紅はこべ）と重複したことも話題となった。
公演場所
- 11月8日・9日　梅田芸術劇場・メインホール
- 11月11日　鳥取県立倉吉未来中心・大ホール
- 11月12日　島根県民会館
- 11月14日・15日・16日　福岡市民会館（福岡県）
- 11月18日　iichiko総合文化センター（大分県）
- 11月20日　九州厚生年金会館（福岡県北九州市）
- 11月22日　ひこね市文化プラザ（滋賀県）
- 11月23日・24日　中京大学文化市民会館オーロラホール（旧・名古屋市民会館大ホール）（愛知県）
- 11月26日　山梨県立県民文化ホール
- 11月28日　さいたま市文化センター（埼玉県）
- 11月29日・30日　神奈川県民ホール
- 12月2日・3日　静岡市民文化会館（静岡県）
- 12月5日　アルファあなぶきホール（香川県県民ホール）
- 12月6日・7日　岡山市民会館（岡山県）

2009年 宙組（アンドレ編）
中日劇場：2月1日〜23日
併演は、グランド・レビュー「ダンシング・フォー・ユー」
| 期間             | オスカル   | ベルナール |
| ---------------- | ---------- | ---------- |
| 2月1日〜2月12日  | 早霧せいな | 凪七瑠海   |
| 2月13日〜2月20日 | 凪七瑠海   | 早霧せいな |
| 2月21日〜2月23日 | 早霧せいな | 凪七瑠海   |

2009年 花組（アンドレ編）
宝塚大劇場：9月4日〜10月5日（新人公演：9月23日（水）18：00開演）、東京宝塚劇場：10月23日〜11月22日（新人公演：11月5日（木）18：30開演）
併演は、スパークリング・ショー「EXCITER!!」
同年2月に中日劇場で上演されたものをリメイク。
スタッフ（宝塚大劇場公演）
- 作曲・編曲：吉田優子
- 編曲：鞍富真一
- 音楽指揮：御﨑惠
- 振付：羽山紀代美、尚すみれ、若央りさ
- 擬闘：菅原俊夫
- 装置：関谷敏昭
- 衣装：任田幾英
- 照明：今井直次
- 音響：加門清邦
- 小道具：福原徹
- 歌唱指導：楊淑美
- 演出助手：鈴木圭
- 舞台進行：中村兆成
- 制作：髙田健司

## あらすじ
各初演の内容をもとに記述
ジェローデル編
ジェローデルは、スウェーデン貴族フェルゼンの妹ソフィアからの愛情を胸にしまい、フランス貴族としての誇りをもって生きる。革命後、王党派の貴族たちが次々と処刑される中、ジェローデルはナポレオンの暗殺を試みるも失敗。逃げ込んだ修道院で尼僧となっていたソフィアと再会し、その腕の中で息絶える。
アラン編
アランは、妹ディアンヌの亡霊とともに、廃墟となった練兵場にひとりたたずんでいた。アランは衛兵隊やフランス革命の日々を回想する。彼もまた、アンドレ同様にオスカルに恋い焦がれた身であった。革命後に台頭したナポレオン麾下で、アランは将軍にまで出世する。だが、ナポレオンの野心と革命の理想との矛盾に気付く。彼は、今ナポレオンと対立するのは無謀と知りつつ、死を覚悟してその刺客と戦い、落命する。
ベルナール編
革命派の新聞記者ベルナールは、盗賊「黒い騎士」として暗躍していた。捕らえられたジャルジェ邸でロザリーと再会し、彼女の介抱をうけるうち、二人の間に愛情が芽生え結婚する。パリへ戻った二人は、革命家達からも祝福される。やがて革命は権力闘争と化し、ナポレオンの皇帝即位が迫った頃、アランとジェローデルはナポレオン暗殺を計画する。ベルナールも参加を希望するが、ロザリーがアランからの伝言（決行日時）を偽って伝えたことで、ベルナールだけが生き残る。しかし、嘘の伝言は「ペンの力で真実を語り継いでほしい」というアランの頼みでもあった。ロザリーの懐妊もわかり、ベルナールは生き残ったものの務めとしてオスカルらの遺志を語り継ぐことを決意する。
アンドレ編
1763年、アンドレは幼なじみのマリーズと再会の約束をして、ジャルジェ家へ旅立って行った。成長したマリーズは、アンドレに会うためベルサイユ近くの酒場で働き、やがて身分を隠して来店していたブイエ将軍の養女となる。いよいよ革命は間近に迫り、アンドレは上官であるブイエ将軍にオスカルが戦場へ出なくてもいいように配置換えを懇願しに行き、ついにマリーズと再会する。マリーズは、アンドレがオスカルを愛していることを知り悲しむ。やがてアンドレとオスカルは戦死した後、アンドレからマリーズに謝罪とともにリボンが届けられる。それは、別れのときに彼女が手渡したものだった。

## 出演者
青背景が主演男役、ピンク背景が主演娘役を示す。不明点は空白とする。2009年花組の役者の後ろに「宝塚」、「東京」の文字がなければ両劇場共通の配役。不明点は空白とする。
|                         | 2008年雪組                                | 2008年花組                            | 2008年星組 | 2009年宙組           | 2009年花組 | 2009年花組                                                                           |
| 役名／劇場              | 全国ツアー                                | 全国ツアー                            | 全国ツアー | 中日劇場             | 宝塚・東京 | 宝塚・東京                                                                           |
| 役名／劇場              | 全国ツアー                                | 全国ツアー                            | 全国ツアー | 中日劇場             | 本公演 | 新人公演                                                                             |
| ----------------------- | ----------------------------------------- | ------------------------------------- | ---------- | -------------------- | --- | ------------------------------------------------------------------------------------ |
| オスカル                | 音月桂                                    | 愛音羽麗                              | 涼紫央     | 早霧せいな /凪七瑠海 | 愛音羽麗 | 大河凜                                                                               |
| アンドレ                | －                                        | 壮一帆                                | 立樹遥     | 大和悠河             | 真飛聖 | 望海風斗                                                                             |
| アンドレ (子供時代)     | －                                        | －                                    | －         | 天咲千華             | 大河凜 | 桜咲彩花                                                                             |
| フェルゼン              | 彩吹真央                                  | －                                    | －         | 悠未ひろ             | 真野すがた | 鳳真由                                                                               |
| アラン                  | －                                        | 真飛聖                                | 立樹遥     | 北翔海莉             | 壮一帆 | 嶺乃一真                                                                             |
| ジェローデル            | 水夏希                                    | 未涼亜希                              | －         | 十輝いりす           | － | －                                                                                   |
| ロザリー                | －                                        | －                                    | 遠野あすか | －                   | － | －                                                                                   |
| ベルナール              | －                                        | －                                    | 安蘭けい   | 早霧せいな /凪七瑠海 | 未涼亜希 | 煌雅あさひ                                                                           |
| ディアンヌ              | －                                        | 桜乃彩音                              | －         | －                   | － | －                                                                                   |
| ソフィア                | 白羽ゆり                                  | －                                    | －         | －                   | － | －                                                                                   |
| マリーズ                | -                                         | -                                     | -          | 陽月華               | 桜乃彩音 | 天咲千華                                                                             |
| マリーズ (子供時代)     | -                                         | -                                     | -          | 百千糸               | 天咲千華 | こと華千乃                                                                           |
| ジャルジェ              | 萬あきら                                  |                                       | 箙かおる   | 箙かおる             | 箙かおる | 浦輝ひろと                                                                           |
| ブイエ                  | 一樹千尋                                  | 星原美沙緒                            |            | 一樹千尋             | 星原美沙緒 | 真瀬はるか                                                                           |
| デスマズ                |                                           | 星原美沙緒                            |            |                      | |                                                                                      |
| ナポレオン ／ダグー大佐 |                                           | 夏美よう                              |            |                      | |                                                                                      |
| マロングラッセ          | 飛鳥裕                                    |                                       | 美稀千種   | 邦なつき             | 邦なつき | 華月由舞                                                                             |
| ギーヌ                  | 天勢いづる                                |                                       |            |                      | |                                                                                      |
| フローラ                | 山科愛                                    |                                       |            |                      | |                                                                                      |
| ロベスピエール          | 彩那音                                    |                                       | にしき愛   |                      | |                                                                                      |
| ラ・ファイエット        | 谷みずせ                                  |                                       |            |                      | |                                                                                      |
| ラサール                | 大凪真生                                  |                                       |            |                      | 月央和沙 | 水美舞斗                                                                             |
| ジュール                | 大湖せしる                                |                                       |            |                      | |                                                                                      |
| ジャン                  | 蓮城まこと                                |                                       |            |                      | 彩城レア | 輝良まさと                                                                           |
| カトリーヌ              |                                           | 絵莉千晶                              |            |                      | 桜一花 | 月野姫花                                                                             |
| ジョアンナ              |                                           | 桜一花                                |            |                      | 初姫さあや | 瞳ゆゆ                                                                               |
| フランソワ・ アルマン   |                                           | 望月理世                              |            | 珠洲春希             | |                                                                                      |
| シモーヌ                |                                           | 花野じゅりあ                          |            | 鈴奈沙也             | 夏美よう | 芽吹幸奈                                                                             |
| メルキオール・ シャロン |                                           | 扇めぐむ                              |            | 美牧冴京             | |                                                                                      |
| ミッシェル              |                                           | 祐澄しゅん                            |            | 蓮水ゆうや           | 煌雅あさひ | 花峰千春                                                                             |
| ジルベルト              |                                           | 愛純もえり                            |            |                      | |                                                                                      |
| ロセロワ                |                                           | 朝夏まなと                            |            | 七海ひろき           | 日向燦 | 真輝いづみ（宝塚） 水美舞斗（東京）                                                  |
| ドール・ブルゼ          |                                           | 月央和沙                              |            | 澄輝さやと           | |                                                                                      |
| スザンヌ                |                                           | 白華れみ                              |            |                      | |                                                                                      |
| イザベラ                |                                           | 天宮菜生                              |            | 彩苑ゆき             | 白華れみ | 実咲凜音                                                                             |
| イレーヌ                |                                           | 華月由舞                              |            |                      | |                                                                                      |
| マリールイズ            |                                           | 芽吹幸奈                              |            |                      | |                                                                                      |
| アルベート・ ドランド   |                                           | 彩城レア                              |            |                      | |                                                                                      |
| ラサール・ ドレッセ     |                                           | 瀬戸かずや                            |            | 天玲美音             | |                                                                                      |
| ピエール・ ジャン       |                                           | 鳳真由                                |            |                      | |                                                                                      |
| コンティ 大公妃         |                                           |                                       | 万里柚美   |                      | |                                                                                      |
| カロンヌ夫人            |                                           |                                       | 朝峰ひかり |                      | 高翔みず希 | 白華れみ（宝塚） 花奈澪（東京）                                                      |
| ランバール夫人          |                                           |                                       | 百花沙里   |                      | 絵莉千晶 | 花奈澪                                                                               |
| ドギーヌ夫人            |                                           |                                       | 毬乃ゆい   |                      | |                                                                                      |
| ランベスク夫人          |                                           |                                       | 琴まりえ   |                      | 花野じゅりあ | 梅咲衣舞                                                                             |
| ルシアン                |                                           |                                       | 夢乃聖夏   |                      | |                                                                                      |
| 副官エーベル            |                                           |                                       |            | 天羽珠紀             | 眉月凰 | 冴月瑠那                                                                             |
| イヴォンヌ              |                                           |                                       |            | 大海亜呼             | 華耀きらり | 白姫あかり（宝塚） 花蝶しほ（東京）                                                  |
| イレーネ                |                                           |                                       |            | 花影アリス           | 天宮菜生 | 菜那くらら（宝塚） 桜帆ゆかり（東京）                                                |
| メリー                  |                                           |                                       |            | 愛花ちさき           | |                                                                                      |
| ピエール・ ジャン       |                                           |                                       |            | 香翔なおと           | |                                                                                      |
| アルバート・ ドランド   |                                           |                                       |            | 鳳樹いち             | |                                                                                      |
| マルス・ユラン          |                                           |                                       |            | 月映樹茉             | |                                                                                      |
| エベール・シニエ        |                                           |                                       |            | 愛月ひかる           | |                                                                                      |
| ドギーヌ夫人            |                                           |                                       |            |                      | 悠真倫 | 天宮菜生                                                                             |
| アルマン                |                                           |                                       |            |                      | 華形ひかる | 瀬戸かずや                                                                           |
| ドランド                |                                           |                                       |            |                      | 扇めぐむ | 天真みちる                                                                           |
| ドレッセ                |                                           |                                       |            |                      | 夕霧らい | 航琉ひびき                                                                           |
| ブルゼ                  |                                           |                                       |            |                      | 祐澄しゅん | 冴華りおな                                                                           |
| シャロン                |                                           |                                       |            |                      | 朝夏まなと | 彩城レア                                                                             |
| ヴェール                |                                           |                                       |            |                      | 望海風斗 | 日高大地                                                                             |
| メリー                  |                                           |                                       |            |                      | 華月由舞 | 真鳳つぐみ                                                                           |
| アルベール              |                                           |                                       |            |                      | 嶺乃一真 | 夏城らんか                                                                           |
| 隊長                    | 一樹千尋                                  |                                       |            |                      | |                                                                                      |
| 近衛隊士                | 衣咲真音 祐輝千寿 愛輝ゆま                | 天霧真世 彩海早矢 天緒圭花 麻尋しゅん |            |                      | |                                                                                      |
| 尼僧                    | ゆり香紫保 舞咲りん 森咲かぐや 神麗華     |                                       |            |                      | |                                                                                      |
| 令嬢                    | 麻樹ゆめみ 花帆杏奈 穂月はるな 晴華みどり |                                       |            |                      | |                                                                                      |
| 平民議員                | 柊巴 真波そら                             |                                       |            |                      | |                                                                                      |
| 家令                    | 帆風成海                                  |                                       |            |                      | |                                                                                      |
| 村人                    |                                           |                                       |            |                      | 紫峰七海 紫陽レネ 浦輝ひろと 夏城らんか 花峰千春 天真みちる 銀華水 神房佳希 鳳龍あや 和海しょう 舞月なぎさ 朝陽みらい 愛羽ふぶき | 花峰千春 天真みちる 真輝いづみ（宝塚） 鳳龍あや 羽立光来 舞月なぎさ 柚香光           |
| 夫人                    |                                           |                                       |            |                      | 愛純もえり 芽吹幸奈 | 遼かぐら 春花きらら                                                                  |
| 酒場の女                |                                           |                                       |            |                      | 聖花まい 梅咲衣舞 遼かぐら 月野姫花                                                                                              | 花蝶しほ 初花美咲 桜帆ゆかり 仙名彩世                                                |
| 衛兵隊                  |                                           |                                       |            |                      | 瀬戸かずや 冴月瑠那 鳳真由 輝良まさと 真瀬はるか 大河凜 日高大地 真輝いづみ 航琉ひびき 羽立光来 冴華りおな 水美舞斗 柚香光       | 銀華水 神房佳希 鳳龍あや 和海しょう 羽立光来 舞月なぎさ 朝陽みらい 柚香光 愛羽ふぶき |
| 侍女                    |                                           |                                       |            |                      | 瞳ゆゆ 白姫あかり 花蝶しほ 春花きらら                                                                                            | 彩咲めい 鞠花ゆめ 花織千桜 花輝真帆                                                  |